# Ercole nel giardino delle Esperidi
Ercole nel giardino delle Esperidi è un dipinto a olio su tela (246x168,5 cm) realizzato nel 1638 circa dal pittore Peter Paul Rubens. È conservato nella Galleria Sabauda di Torino.
Fa parte con il quadro Deianira presta ascolto alla Fama dei dipinti dedicati da Rubens alla figura di Eracle, qui dipinto in una delle sue dodici fatiche, nel Giardino delle Esperidi.